# Milano-Torino 1952
La Milano-Torino 1952, trentottesima edizione della corsa, si svolse il 15 marzo 1952 su un percorso di 230 km. La vittoria fu appannaggio dell'italiano Aldo Bini, che completò il percorso in 5h55'00", precedendo i connazionali Oreste Conte e Alfio Ferrari.
I corridori che tagliarono il traguardo di Torino furono 106.

## Ordine d'arrivo (Top 10)
| Pos. | Corridore         | Squadra         | Tempo    |
| ---- | ----------------- | --------------- | -------- |
| 1    | Aldo Bini         | Bianchi-Pirelli | 5h55'00" |
| 2    | Oreste Conte      | Bottecchia      | s.t.     |
| 3    | Alfio Ferrari     | Fréjus          | s.t.     |
| 4    | Fiorenzo Magni    | Ganna           | s.t.     |
| 5    | Luciano Maggini   | Atala           | s.t.     |
| 6    | Vittorio Seghezzi | Welter          | s.t.     |
| 7    | Loretto Petrucci  | Bianchi-Pirelli | s.t.     |
| 8    | Giovanni Corrieri | Bartali         | s.t.     |
| 9    | Alfredo Martini   | Welter          | s.t.     |
| 10   | Pino Cerami       | Peugeot-Dunlop  | s.t.     |